# Albert Lebon
Pour les articles homonymes, voir Lebon.
Albert Lebon, né le 1er juin 1908 à Hautmont et mort le 6 juin 1988 à Tavernes, est un policier, militaire et résistant français, Compagnon de la Libération. Jeune commissaire adjoint, il décide d'entrer en résistance après l'armistice du 22 juin 1940. En parallèle de son poste à la préfecture de police de Paris, il organise un réseau de résistance mais, dénoncé par un autre policier, il est déporté en Allemagne. Après la guerre, il reprend un temps son poste dans la police avant de devenir fonctionnaire pour l'ONU.

## Biographie

### Jeunesse et engagement
Albert Lebon naît le 1er juin 1908 à Hautmont, dans le Nord, d'un père officier de gendarmerie. Après son baccalauréat, il effectue son service militaire à partir de 1928 au sein du 8e régiment du génie. Rendu à la vie civile en 1930 avec le grade de sergent, il devient inspecteur de la sûreté nationale à Bordeaux de 1931 à 1934. Réussissant le concours de commissaire, il entre à la préfecture de police de Paris en tant que commissaire adjoint.

### Seconde Guerre mondiale
Lors de la mobilisation de 1939, il est affecté à la 30e division d'infanterie avec laquelle il participe à la drôle de guerre puis à la bataille de France. Le 18 juin 1940, il est capturé par l'armée allemande dans les Vosges mais parvient à s'évader le lendemain. Repris le même jour, il parvient à nouveau à s'échapper et regagne Paris où il est démobilisé le 8 août 1940. Il reprend alors son poste de commissaire adjoint à la préfecture. En désaccord avec l'armistice du 22 juin 1940, il fonde Le Coq Gaulois, unité de résistance dans laquelle il recrute des camarades policiers. Intégré au mouvement Armée des volontaires, le réseau d'Albert Lebon s'occupe de propagande anti-allemande, d'évasion de prisonniers de guerre et de collecte d'armes. Au début de l'année 1941, le groupe est fort d'une centaine d'individus, chacun équipé d'une arme individuelle.
Le 21 janvier 1941, Albert Lebon est arrêté à son domicile après une dénonciation. Livré aux autorités allemandes, il est incarcéré à la prison de la Santé, puis à celle du Cherche-Midi et enfin à la prison de Fresnes. Le 23 mai, la cour martiale allemande le condamne à 20 ans de travaux forcés pour aide à l'ennemi, détention d'armes et détention de tracts anti-allemands. Lors du procès, revendiquant la totalité des responsabilités, il permet à ses camarades arrêtés en même temps que lui de s'en sortir avec des peines très légères. Le 7 juillet 1941, Albert Lebon est déporté en Allemagne où il est enfermé à la prison de Rheinbach jusqu'au 20 novembre. Il est ensuite transféré à la prison de Siegburg où il est délivré par les troupes américaines le 27 mars 1945.

### Après-Guerre
Rapatrié en France le 21 mai 1945, il est très affaibli par le typhus qu'il a contracté en déportation. Il reprend cependant sa place à la préfecture de police et est promu commissaire principal à Colombes. Mais les séquelles de sa maladie étant trop fortes, il est réformé en octobre 1946. il devient alors fonctionnaire pour les Nations-Unies à New-York jusqu'en 1955. Revenu en France, il travaille comme attaché à la direction des aéroports de Paris.
Albert Lebon meurt le 6 juin 1988 à Tavernes, dans le Var, où il est inhumé.

## Décorations
|  |  |  |  |  |  |
|  |  |  |  |  |  |

| Commandeur de la Légion d'honneur               | Commandeur de la Légion d'honneur               | Commandeur de la Légion d'honneur               | Compagnon de la Libération Par décret du 12 juin 1945 | Compagnon de la Libération Par décret du 12 juin 1945 | Compagnon de la Libération Par décret du 12 juin 1945 | Croix de guerre 1939-1945                                               | Croix de guerre 1939-1945                                               | Croix de guerre 1939-1945                                               |                                                                         |                                                                         |                                                                         |
| Croix du combattant volontaire de la Résistance | Croix du combattant volontaire de la Résistance | Croix du combattant volontaire de la Résistance | Croix du combattant volontaire de la Résistance       | Croix du combattant volontaire de la Résistance       | Croix du combattant volontaire de la Résistance       | Médaille de la déportation et de l'internement pour faits de Résistance | Médaille de la déportation et de l'internement pour faits de Résistance | Médaille de la déportation et de l'internement pour faits de Résistance | Médaille de la déportation et de l'internement pour faits de Résistance | Médaille de la déportation et de l'internement pour faits de Résistance | Médaille de la déportation et de l'internement pour faits de Résistance |